# Herbert Klein (Schwimmer)
Herbert Klein (* 25. März 1923 in Breslau; † 24. September 2001 in München) war ein deutscher Schwimmer.
Im Zweiten Weltkrieg diente Klein als Kampfschwimmer, nach einem Einsatz in der Nähe Riminis geriet er im September 1944 in britische Kriegsgefangenschaft.
Herbert Klein wurde 1950 Europameister über 200 m Brust und schwamm in seiner Karriere drei Weltrekorde und 21 deutsche Rekorde. Bei den Olympischen Spielen 1952 in Helsinki holte der Schwimmer vom VfVS München auf seiner Paradestrecke die Bronzemedaille hinter John Davies und Bowen Stassforth. Vier Jahre später in Melbourne wurde er auf derselben Strecke wegen falschen Beinschlags disqualifiziert. Klein wurde 1950 zum deutschen Sportler des Jahres gewählt.